# Intransigenz
Das Wort Intransigenz (von französisch intransigeant ‚kompromisslos‘, ‚unnachgiebig‘) bezeichnet im Allgemeinen eine unbeugsame Haltung der Ablehnung. Im neuzeitlichen Papsttum vor der Französischen Revolution wurden jene Päpste als intransigent bezeichnet, die als Eiferer (Zelanti) den kirchlich-religiösen Angelegenheiten in ihrer Amtsführung vor den politischen Gesichtspunkten den Vorrang gaben, also gegenüber den katholischen Monarchien unnachgiebig auftraten.
Im 19. Jahrhundert wurden die liberalen Nationalstaaten zum Objekt päpstlicher Intransigenz (vgl. Syllabus errorum, 1864). Seither wird die Kompromisslosigkeit in pastoralen und dogmatischen Fragen der Kirchenpolitik allmählich mehr und mehr unterschieden von eher gesellschaftspolitischen Konzepten (Soziallehre).
Das Wort „intransigent“ hat einen vorwurfsvollen Klang gegenüber Politikern, etwa wie „(Beratungs-)Resistenz“.